# بيت الحنش (بعدان)

تعديل مصدري - تعديل

بيت الحنش هي إحدى قرى عزلة دلال بمديرية بعدان التابعة لمحافظة إب بلغ تعداد سكانها 385 نسمة حسب تعداد اليمن لعام 2004.